# Joseph Makhanya
Joseph Makhanya (Soweto, 15 settembre 1981) è un ex calciatore sudafricano, di ruolo ala.

## Carriera

### Club
Ha sempre giocato nel campionato sudafricano.

### Nazionale
Ha collezionato la sua unica presenza per la Nazionale sudafricana nel 2006.